# راینسبوتل
راینسبوتل (به آلمانی: Reinsbüttel) یک شهر در آلمان است که در دیمارشن واقع شده‌است. راینسبوتل ۴۲۶ نفر جمعیت دارد.